# Chieko Honda
Chieko Honda (jap. 本多 知恵子 Honda Chieko; ur. 28 marca 1963 w Tokio, zm. 18 lutego 2013 w Nagano) – japońska aktorka głosowa.

## Wybrana filmografia

### Seriale anime
- 1969: Czarodziejskie zwierciadełko
- 1967: Zillion jako Amy i Opa-Opa
- 1986: Opowieści z Klonowego Miasteczka jako Mary / Laura
- 1986: Kidō Senshi Gundam ZZ jako Elpeo Ple
- 1987: Baśnie braci Grimm
- 1990: Robin Hood jako Cleo
- 1990: Kot w butach jako Księżniczka Sara
- 1990: Samuraje z Pizza Kot
- 1992: Wróżka z krainy kwiatów jako Mary Bell
- 1996: Kidō Shinseiki Gundam X jako Ennil El

### Filmy anime
- 2010: Detective Conan: The Lost Ship in the Sky